# Čeng Ťün-li
Čeng Ťün-li (TZ: 鄭君里 ZZ: 郑君里 pinyin: Zhèng Jūnlǐ) (6. prosince 1911 – 23. dubna 1969) byl čínský filmový herec a režisér narozený v Šanghaji. Mimo Čínu jsou z jeho filmů nejznámější patrně Yi jiang chun shui xiang dong liu (1947, obvykle překládáno jako Proudy jarních řek tečou na východ) a Vrány a vrabčáci (1949). Zemřel ve vězení jako jedna z obětí komunistické Kulturní revoluce.